# Rita Wilson
Rita Wilson, właśc. Margarita Wilson, urodzona jako Margarita Ibrahimoff (ur. 26 października 1956 w Los Angeles, Kalifornia) – amerykańska aktorka i producentka filmowa. 

## Życiorys
Jest córką albańskiej Greczynki i greckiego Pomaka. Została wychowana w wierze swojej matki – prawosławiu. W 1960 po urzędowej zmianie nazwiska przez jej ojca z Ibrahimoff na Wilson, przyjęła nowe nazwisko ojca.
Jest żoną amerykańskiego aktora Toma Hanksa (od 30 kwietnia 1988). Mają dwóch synów o imionach Chester i Truman.
Występowała w licznych rolach telewizyjnych oraz szeregu filmów fabularnych: Ochotnicy, Fajerwerki próżności, Bezsenność w Seattle, Szaleństwa młodości, Frasier, Tylko miłość, Świąteczna gorączka, Uciekająca panna młoda i Szansa na sukces. Wyprodukowała m.in. film Moje wielkie greckie wesele według scenariusza swojej przyjaciółki Nii Vardalos.